# Pacula
Esta página se refiere a una localidad. Para el municipio homónimo véase Municipio de Pacula
Pacula es una localidad mexicana; cabecera del municipio de Pacula en el estado de Hidalgo en México.

## Geografía
Se encuentra en la región geográfica de la Sierra Gorda; a la localidad le corresponden las coordenadas geográficas 21° 03’ 02.955” de latitud norte y 99° 17’ 45.957” de longitud oeste, con una altitud de 1310 m s. n. m. Cuenta con un clima semicalido subhúmedo con lluvias en verano, menos húmedo; con una precipitación pluvial media de 670 milímetros por año siendo su período de lluvias los meses de mayo y septiembre, teniendo como consecuencia una vegetación del tipo de matorrales.
En cuanto a fisiografía se encuentra en la provincia del Eje Neovolcánico, dentro de la subprovincia del Llanuras y Sierras de Querétaro e Hidalgo; su terreno es de sierra. En lo que respecta a la hidrología se encuentra posicionado en la región del Pánuco, dentro de la cuenca y subcuenca del río Moctezuma.

## Demografía
En 2020 registro una población de 540 personas, lo que corresponde al 11.37 % de la población municipal. De los cuales 244 son hombres y 296 son mujeres.
| Gráfica de evolución demográfica de Pacula entre 1900 y 2020 |
|                                                              |
| Población registrada por los censos y conteos del INEGI.     |